# Enerhetyk Bursztyn
Enerhetyk Bursztyn (ukr. Футбольний клуб «Енергетик» Бурштин, Futbolnyj Kłub „Enerhetyk” Bursztyn) – nieistniejący ukraiński klub piłkarski z siedzibą w miasteczku Bursztyn w rejonie halickim, obwód iwanofrankiwski. Założony w roku 1948 jako DRES.
Występuje w rozgrywkach ukraińskiej Pierwszej Ligi.

## Historia
Chronologia nazw:
- 1948–1949: Zespół Bursztyna (ukr. команда Бурштина)
- 1950–1957: Kołhospnyk Bursztyn (ukr. «Колгоспник» Бурштин)
- 1958–1962: Zespół Bursztyna (ukr. команда Бурштина)
- 1963: Enerhetyk Bursztyn (ukr. «Енергетик» Бурштин)
- 1964: DRES Bursztyn (ukr. ДРЕС Бурштин)
- 1965–1966: Enerhetyk Bursztyn (ukr. «Енергетик» Бурштин)
- 1967: DRES Bursztyn (ukr. ДРЕС Бурштин)
- 1968: Enerhomontażnyk Bursztyn (ukr. «Енергомонтажник» Бурштин)
- 1969–1972: Enerhija Bursztyn (ukr. «Енергія» Бурштин)
- lata 70. XX wieku: Awanhard Bursztyn (ukr. «Авангард» Бурштин)
- 1976–1987: Henerator Bursztyn (ukr. «Генератор» Бурштин)
- 1988–lata 90. XX wieku: Enerhetyk Bursztyn (ukr. «Енергетик» Бурштин)
- lata 90. XX wieku–1995: Domobudiwnyk Bursztyn (ukr. «Домобудівник» Бурштин)
- lata 90. XX wieku–2012: Enerhetyk Bursztyn (ukr. «Енергетик» Бурштин)
- 2012: klub rozwiązano
- 2013: Enerhetyk Bursztyn (ukr. «Енергетик» Бурштин)
- 2013: Hał-Wapno-Enerhetyk Bursztyn (ukr. «Гал-Вапно-Енергетик» Галич) - po fuzji z Hał-Wapno Halicz
- 2014: klub rozwiązano - po rozpadzie fuzji
- 2016: NFK Bursztyn (ukr. НФК «Бурштин»)

Drużyna piłkarska w Bursztynie została założona w 1948 roku (niektóre źródła podają 1946 rok). Klub wtedy występował w rozgrywkach Mistrzostwa obwodu iwanofrankiwskiego. W 1950 na bazie zespołu stworzono filię dobrowolnego wiejskiego towarzystwa sportowego „Kołhospnyk”. Zespół przyjął nazwę towarzystwa Kołhospnyk Bursztyn. Kiedy w Bursztynie w latach 1962–1966 budowano Bursztyńską DRES (Derżawna Rajonna ElektroStancja – Państwowa Rejonowa Elektrownia) drużyna otrzymała dobrego sponsora. Pod różnymi nazwami zespół występował dalej w rozgrywkach miejscowych. W 1967 roku DRES Bursztyn zdobył brązowy medal Mistrzostw obwodu iwanofrankiwskiego. Potem klub nazywał się Enerhomontażnyk Bursztyn, Enerhija Bursztyn, Awanhard Bursztyn, Henerator Bursztyn i Enerhetyk Bursztyn. Dopiero w 1990 roku zdobyto następną nagrodę – klub został wicemistrzem obwodu iwanofrankiwskiego. W latach 90. XX wieku klub jest jednym z najlepszych zespołów obwodu iwanofrankiwskiego. W 1995 i 1997 ponownie zdobyto wicemistrzostwo obwodu iwanofrankiwskiego. W 1990 roku klub debiutował w rozgrywkach Mistrzostw Ukraińskiej SRR spośród drużyn kultury fizycznej. Zajął 13. miejsce z 16 zespołów. W następnym sezonie finiszował 11 z 15.
W sezonie 1993/94 jako Domobudiwnyk Bursztyn debiutował w rozgrywkach Amatorskiej Ligi Ukrainy, w której zajął piąte miejsce w 2 grupie. W następnym sezonie ponownie występował w Amatorskiej Lidze, ale po 23 kolejce zrezygnował z dalszych występów.
W sezonie 1997/98 pod nazwą Enerhetyk Bursztyn ponownie startował w rozgrywkach Amatorskiej Lihi i zdobył awans do Drugiej Ligi. W 1998 roku klub też został mistrzem obwodu iwanofrankiwskiego. Po sezonie 2004/05 klub zajął 2. miejsce w grupie A Drugiej Ligi i awansował do Pierwszej Ligi.
Pod koniec sezonu 2011/2012 klub został dyskwalifikowany z rozgrywek przez dwa niewyjazdy na mecze. Klub został rozwiązany.
W kwietniu 2013 roku Enerhetyk częściowo został odrodzony po fuzji z klubem „Hal-Wapno” Halicz. Wspólny zespół o nazwie Hal-Wapno-Enerhetyk Halicz startował w rozgrywkach obwodu iwanofrankiwskiego. Mecze domowe odbywały się na stadionie „Kolos” w Haliczu i „Enerhetyk” w Bursztynie. Jednak przed startem sezonu 2014 mistrzostw obwodu iwanofrankiwskiego fuzja rozpadła się i „Hal-Wapno” kontynuował występy, a Enerhetyk zaprzestał istnieć.
Od 2010 miasto Bursztyn reprezentował również sportowy klub Enerhija Bursztyn (ukr. ФСК „Енергія” Бурштин), który został założony 27 grudnia 2007 przez prezesa klubu Petra Iwankiwa jako „FSK Słoboda”. Klub reprezentował Technikum Energetyczny w Bursztynie. Najpierw występował w rozgrywkach rejonu halickiego, a od 2013 grał w drugiej lidze mistrzostw obwodu iwanofrankiwskiego.
W marcu 2016 z powodu braku finansowania klub ogłosił o rezygnacji z rozgrywek o mistrzostwo obwodu, po czym został rozwiązany.
W 2016 powstał nowy klub w Bursztynie o nazwie NFK Bursztyn (NFK - Narodowy Futbolowy Klub). W sezonie 2016/17 zwyciężył w Drugiej lidze obwodu iwanofrankowskiego i awansował do Pierwszej ligi.

## Sukcesy
- 8. miejsce w Pierwszej Lidze:

2006/07
- Mistrz obwodu iwanofrankiwskiego:

1997/98
- Zdobywca Pucharu obwodu iwanofrankiwskiego:

1997

## Trenerzy od lat 90.
- 199?-1998:  Wołodymyr Fedorniak
- 1999-2002:  Mychajło Hnatyszyn
- 07.2002-11.2002:  Mykoła Prystaj
- 2003-2004:  Wołodymyr Fedorniak
- 2004-2005:  Mychajło Sawka
- 2006-2008:  Mykoła Prystaj
- 2008-2009:  Mychajło Sawka
- 2009-08.2010:  Mykoła Prystaj
- 05.09.2010-29.09.2010:  Roman Pokora
- 29.09.2010-20.11.2010:  Mychajło Sawka
- 12.2010-12.04.2011:  Serhij Ptasznyk
- 12.04.2011-16.09.2011:  Bohdan Bławacki
- 17.09.2011-15.02.2012:  Mykoła Witowski (p.o.)
- od 16.02.2012:  Wołodymyr Kowaluk